# Revolução Sudanesa
Os Protestos no Sudão foi uma revolta política no país que iniciaram em 19 de dezembro de 2018 quando a sede do Partido do Congresso Nacional em Atbara foi incendiada e acabaram em 5 de julho de 2019. O preço do combustível e do pão, a alta inflação e a escassez de dinheiro na economia contribuíram para o descontentamento público e reivindicações para que o presidente Omar al-Bashir renunciasse.
Os manifestantes foram recebidos com gás lacrimogêneo e munição real, causando dezenas de mortos e feridos e provocando críticas internacionais. "Apenas caia - isso é tudo" (تسقط – بس) é um dos mais famosos slogans dos protestos sudaneses.
Os protestos prosseguiriam com desobediência civil por cerca de oito meses, durante os quais ocorrem um golpe de Estado em 11 de abril de 2019 que depôs o presidente Omar al-Bashir após trinta anos no poder, o Massacre de Cartum em 3 de junho, que aconteceu sob a liderança do Conselho Militar de Transição (órgão governante que substituiu al-Bashir), e a assinatura em julho e agosto de 2019 de um acordo político e um projeto de declaração constitucional entre o Conselho Militar de Transição e a aliança Forças de Liberdade e Mudança para definir legalmente uma fase planejada de 39 meses de instituições estatais e procedimentos de transição para devolver o Sudão a uma democracia civil.  Em agosto e setembro de 2019, o Conselho Militar de Transição transferiu formalmente o poder executivo para um chefe de Estado coletivo militar-civil misto, o Conselho Soberano do Sudão, e para um primeiro-ministro civil (Abdalla Hamdok) e um gabinete majoritariamente civil, enquanto o poder judicial era transferido a Nemat Abdullah Khair, a primeira mulher Chefe de Justiça do Sudão.

## Antecedentes
Em janeiro de 2018, grandes protestos começaram nas ruas de Cartum, capital do Sudão, em oposição ao aumento dos preços dos produtos básicos, incluindo o pão. Os protestos cresceram rapidamente e encontraram apoio de diferentes partidos da oposição. Os movimentos de jovens e das mulheres também se juntaram aos protestos.
O governo sudanês iniciou medidas de austeridade recomendadas pelo Fundo Monetário Internacional (FMI), incluindo a desvalorização da moeda local, bem como a remoção de subsídios ao trigo e à eletricidade. A economia do Sudão agoniza desde a ascensão de Omar al-Bashir ao poder, mas tornou-se cada vez mais turbulenta após a secessão do Sudão do Sul em 2011, que até então representava uma importante fonte de divisas devido à sua produção de petróleo. A desvalorização da libra sudanesa em outubro de 2018 levou a uma flutuação descontrolada das taxas de câmbio e à escassez de dinheiro em circulação. Longas filas para produtos básicos como gasolina, pão, bem como dinheiro em caixas eletrônicos tornaram-se comuns. O Sudão possui uma inflação de cerca de 70%, perdendo apenas para a Venezuela.
Em agosto de 2018, o Partido do Congresso Nacional apoiou a campanha presidencial de Omar Al-Bashir para 2020, apesar de sua crescente impopularidade e da sua declaração anterior de que não concorreria nas próximas eleições. Essas medidas levaram à crescente oposição de dentro do partido exigindo o respeito à constituição, que atualmente impede que al-Bashir seja reeleito. Ativistas sudaneses reagiram nas mídias sociais e pediram uma campanha contra sua indicação.
Al-Bashir governa o país desde 1989. Ele chegou ao poder liderando um golpe de Estado contra o eleito, mas cada vez mais impopular, primeiro-ministro da época, Sadiq al-Mahdi. O Tribunal Penal Internacional (TPI) indiciou al-Bashir pelos crimes de guerra e crimes contra a humanidade ocorridos na região ocidental de Darfur.

## Histórico
As mais recentes ondas de protestos começaram em Atbara em 19 de dezembro de 2018, em resposta à triplicação do preço do pão, e logo se espalharam para Porto Sudão, Dongola e a capital Cartum. Os protestantes incendiaram a sede do partido nacional em Atbara e Dongola. As autoridades usaram gás lacrimogêneo, balas de borracha e munição real para dispersar os manifestantes, causando dezenas de mortos e feridos. O ex-primeiro-ministro Sadiq al-Mahdi retornou ao país no mesmo dia.
O acesso às mídias sociais e mensageiros instantâneos foi cortado em 21 de dezembro pelos principais provedores de serviços do país, com evidências técnicas coletadas pelo observatório internet NetBlocks e voluntários sudaneses indicando a instalação de "um extenso regime de censura na Internet".
Em 7 de janeiro de 2019, mais de 800 manifestantes contrários ao governo foram detidos e 19 pessoas, incluindo agentes de segurança, foram mortas durante os protestos.
Em 9 de janeiro, milhares de manifestantes se reuniram na cidade de El-Gadarif, no sudeste do país. Toques de recolher foram emitidos em todo o Sudão, com escolas fechadas em todo o país.
Protestos organizados pelas Associações de Profissionais Sudanesas levaram um médico a ser baleado em 17 de janeiro, e a alegações de que os hospitais estavam sendo alvo das forças de segurança.
A cobertura da mídia aos protestos foi estritamente controlada pelas forças de segurança. Al Tayyar passou a imprimir páginas em branco para mostrar a quantidade de cópias censuradas pelo governo. Outras agências de notícias tiveram toda sua tiragem confiscada pelo governo. O serviço de segurança (Serviço Nacional de Inteligência e Segurança) invadiu os escritórios da Al Jarida novamente, o que levou este último a parar de produzir a sua versão impressa. De acordo com The Listening Post, os videógrafos de língua árabe estrangeiros têm sido particularmente visados pelo governo.
Em 22 de fevereiro de 2019, Bashir declarou estado de emergência nacional - o primeiro em vinte anos — e "dissolveu os governos central e regional". No dia seguinte, nomeou seu sucessor, Mohamed Tahir Ayala, como primeiro-ministro, e o ex-chefe de inteligência e então ministro da Defesa, Awad Mohamed Ahmed Ibn Auf, como primeiro vice-presidente. Seu chefe de inteligência também anunciou que não buscaria a reeleição em 2020 e renunciaria ao cargo de líder do Partido do Congresso Nacional.
As forças de segurança invadiram universidades em Cartum e em Ondurmã, supostamente espancando estudantes com porretes em Cartum em 24 de fevereiro. Novas sentenças de dez anos de prisão e tribunais de emergência foram decretados no mesmo dia por al-Bashir.
Em 7 de março, protestos foram organizados para homenagear as mulheres por seu papel de liderança na revolta. "Vocês mulheres, sejam fortes" e "Essa revolução é uma revolução feminina", foram slogans cantados em vários protestos.
Em 6 de abril, dias depois de Abdelaziz Bouteflika ter sido forçado a renunciar para apaziguar os manifestantes argelinos, a Associação dos Profissionais Sudaneses convocou uma marcha até a sede das forças armadas. Dezenas, possivelmente centenas, de milhares responderam ao chamado. De acordo com um manifestante, surgiram divisões entre as forças de segurança, que "tentaram atacar os manifestantes vindos do norte", e os militares, que "ficaram do lado dos manifestantes e revidaram os tiros". Na manhã de 8 de abril, o exército e a força de reação rápida dos serviços secretos estavam se enfrentando na sede das forças armadas em Cartum.
Em 7 de abril, o Sudão "experimentou uma falta completa de energia no domingo, apenas algumas horas depois que um bloqueio da mídia social entrar em vigor em todo o país".

### Golpe de Estado
Após cinco meses de grandes protestos contra o governo, começaram a circular informações de que al-Bashir pretendia renunciar a presidência. Em 11 de abril de 2019, esse fato foi confirmado pelo comando das forças armadas sudanesas. Bashir havia ficado no poder por quase trinta anos como um autocrata.